# Akcja pracownicza
Akcja pracownicza – akcja, której emisja lub sprzedaż są ograniczone do pracowników zatrudnionych w danym przedsiębiorstwie. Akcje pracownicza stanowią jedno z narzędzi motywacji pracowników – określony pakiet tych instrumentów jest im bowiem najczęściej oferowany albo po preferencyjnych cenach, albo za darmo.

## Akcje pracownicze w Polsce
W Polsce akcje pracownicze oferowane są najczęściej pracownikom zatrudnionym w przedsiębiorstwach państwowych przekształcanych w spółki Skarbu Państwa oraz rolnikom lub rybakom, którzy w okresie pięciu lat przed wykreśleniem przedsiębiorstwa państwowego z rejestru, dostarczyli do tego podmiotu surowce o wartości co najmniej 100 q żyta według cen przyjmowanych do obliczenia podatku rolnego w ostatnim roku przed wykreśleniem przedsiębiorstwa państwowego z rejestru. Pracownicy oraz rolnicy i rybacy mają prawo nabyć nieodpłatnie do 15% akcji prywatyzowanego przedsiębiorstwa. Łączną wartość nominalną akcji przeznaczonych do nieodpłatnego nabycia określają przepisy ustawy o komercjalizacji i niektórych uprawnieniach pracowników oraz przepisy wykonawcze.
Podatek od akcji pracowniczych nakładany jest w momencie zbycia akcji pracowniczych i objęty jest podatkiem dochodowym. Podatek dokumentowany jest rocznie po zakończeniu roku podatkowego.